# Afton (pueblo)
Afton es un pueblo ubicado en el condado de Chenango en el estado estadounidense de Nueva York. En el año 2010 tenía una población de 2861 habitantes y una densidad poblacional de 25.1 personas por km².

## Geografía
Afton se encuentra ubicado en las coordenadas 42°13′44″N 75°31′33″O / 42.22889, -75.52583.

## Demografía
Según la Oficina del Censo en 2000 los ingresos medios por hogar en la localidad eran de $33 730, y los ingresos medios por familia eran $40 122. Los hombres tenían unos ingresos medios de $30 656 frente a los $25 247 para las mujeres. La renta per cápita para la localidad era de $16 239. Alrededor del 11.9% de la población estaban por debajo del umbral de pobreza.